# Bořivoj Zeman
Pour les articles homonymes, voir Zeman.
Bořivoj Zeman, né le 6 mars 1912 à Prague et y décédé le 23 décembre 1991, est un réalisateur et scénariste tchèque.

## Biographie
Bořivoj Zeman participe en 1936 à un concours de rédaction de scénario qu'il remporte. Il entame sa vie professionnelle greffier au gouvernement, poste qu'il occupe huit années. Puis il devient critique de cinéma et écrit des scénarios de courts métrages à Hostivař (actuellement incluse dans la ville de Prague) et à Zlín (à l'époque appelée Gottwaldof) où il travaille brièvement avec Karel Zeman. C'est un réalisateur classique, qui est devenu célèbre pour ses comédies et ses films pour jeunes spectateurs. Le film musical enchanté complète le trio auquel il restera fidèle pendant toute sa carrière. Il réalise en 1952 son premier conte de fées La Princesse orgueilleuse (Pyšná princezna) avec Vladimír Ráž (en) et Alena Vránová dans les rôles principaux qui sera son film ayant eu le plus de succès. Suivent d'autres succès, Il était une fois un roi et Sůl nad zlato (cs) d'après un conte de Božena Němcová avec Jan Werich, Vlasta Burian et Milena Dvorska (en). Un autre succès est le film Šíleně smutná princezna, où les rôles principaux sont joués par les chanteurs populaires Helena Vondráčková et Václav Neckář (en). Il réalise également une parodie, The Phantom of Morrisville (en), qui obtint un énorme grâce à Oldřich Nový, qui y tenait un double rôle, et au chanteur Waldemar Matuška. Au cours de sa carrière, il aura réalisé plus de trente films.

## Filmographie
- 1946 : Rêve de Noël (Vánocní sen)
- 1952 : Le Congé avec M. Ange
- 1952 : La Princesse orgueilleuse
- 1955 : Il était une fois un roi
- 1955 : Ange de la montagne
- 1958 : La Cinquième Roue du carrosse
- 1966 : Le Fantôme de Morrisville (en)
- 1968 : Madly triste princesse (de)
- 1971 : Les Femmes hors-jeu
- 1976 : Jeannot presque roi (de)